# Triepeolus epeolurus
Triepeolus epeolurus là một loài Hymenoptera trong họ Apidae. Loài này được Rightmyer mô tả khoa học năm 2004.